# Бённигхайм
Бённигхайм (нем. Bönnigheim, алем. нем. Bẽngge) — город в Германии, в земле Баден-Вюртемберг.
Подчинён административному округу Штутгарт. Входит в состав района Людвигсбург. Население составляет 7520 человек (на 31 декабря 2010 года). Занимает площадь 20,14 км². Официальный код — 08 1 18 010.
Город подразделяется на 3 городских района.

## Галерея

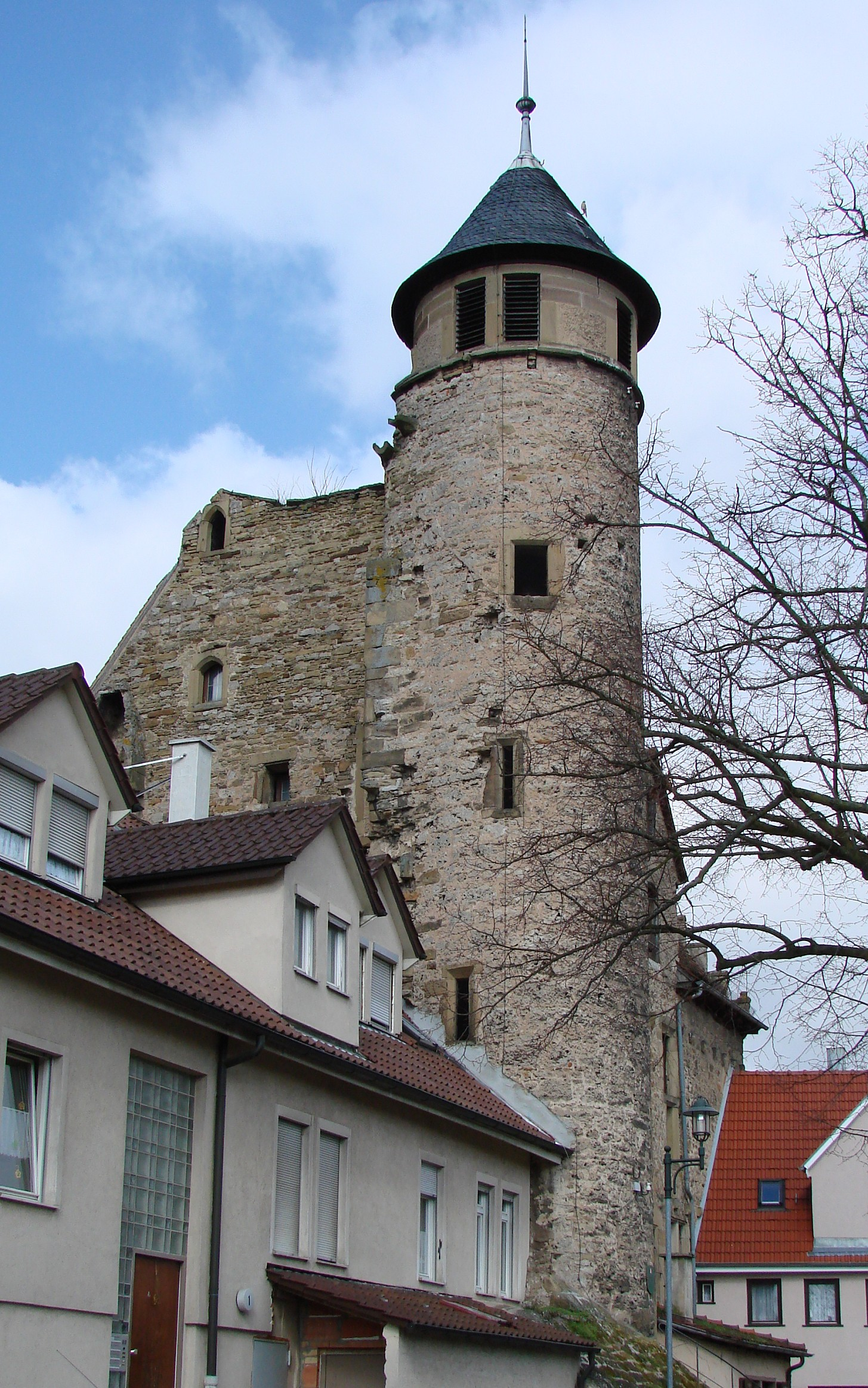
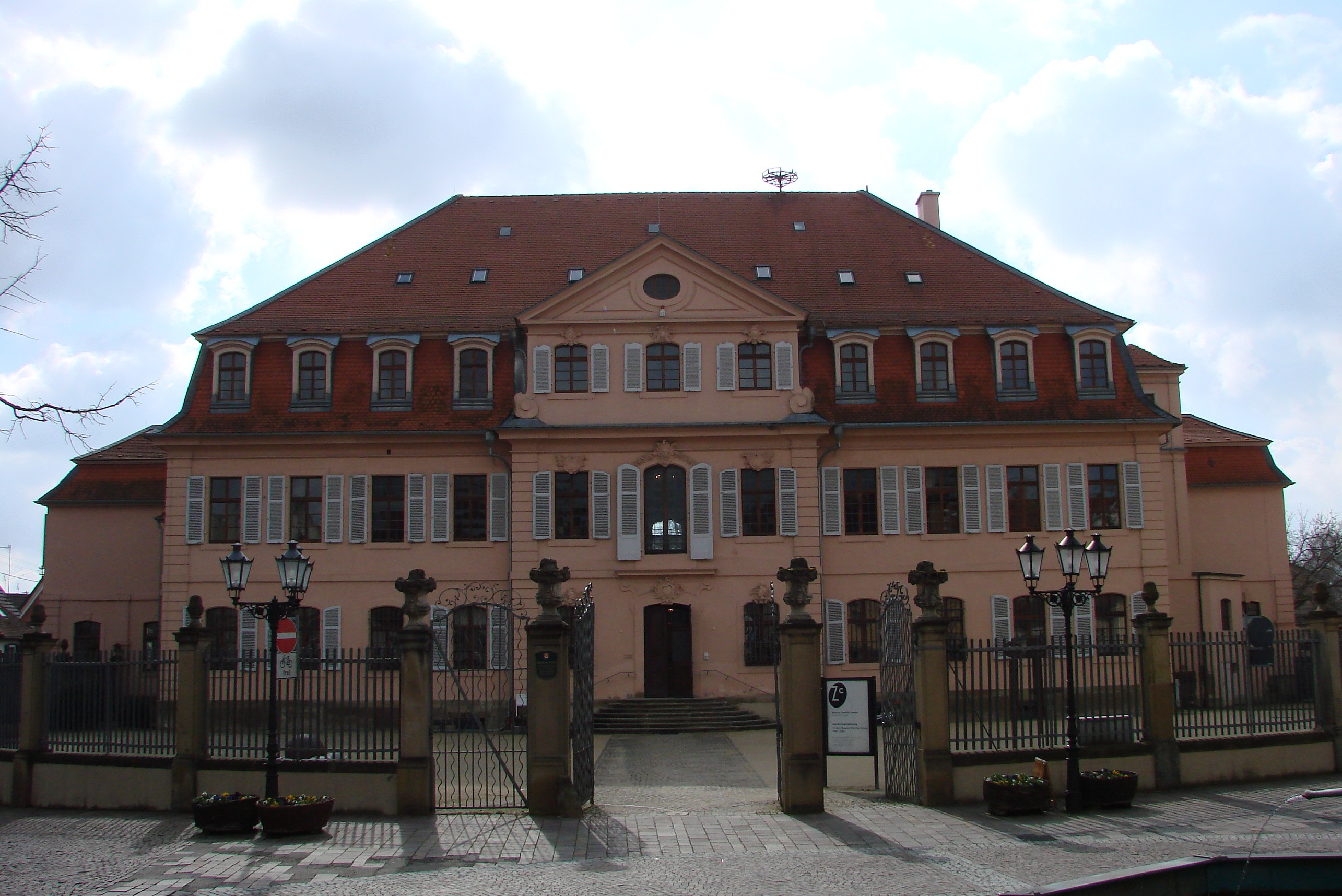
Замок
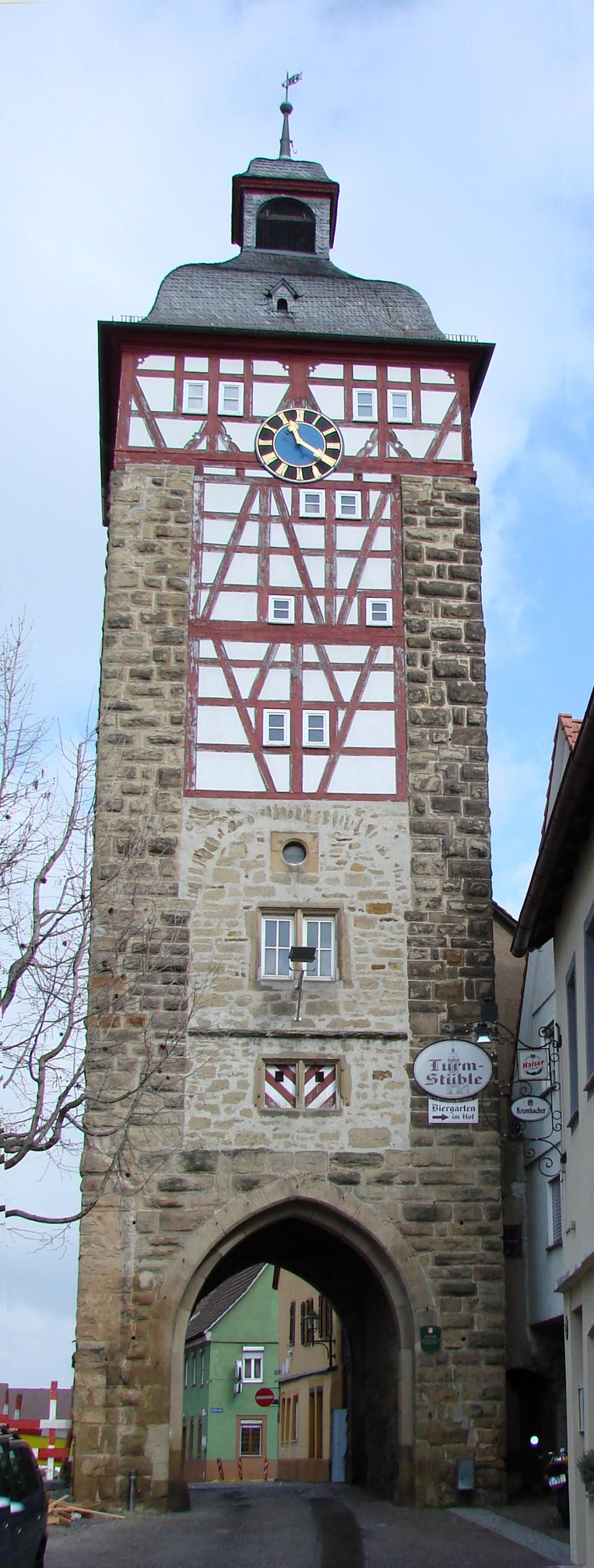
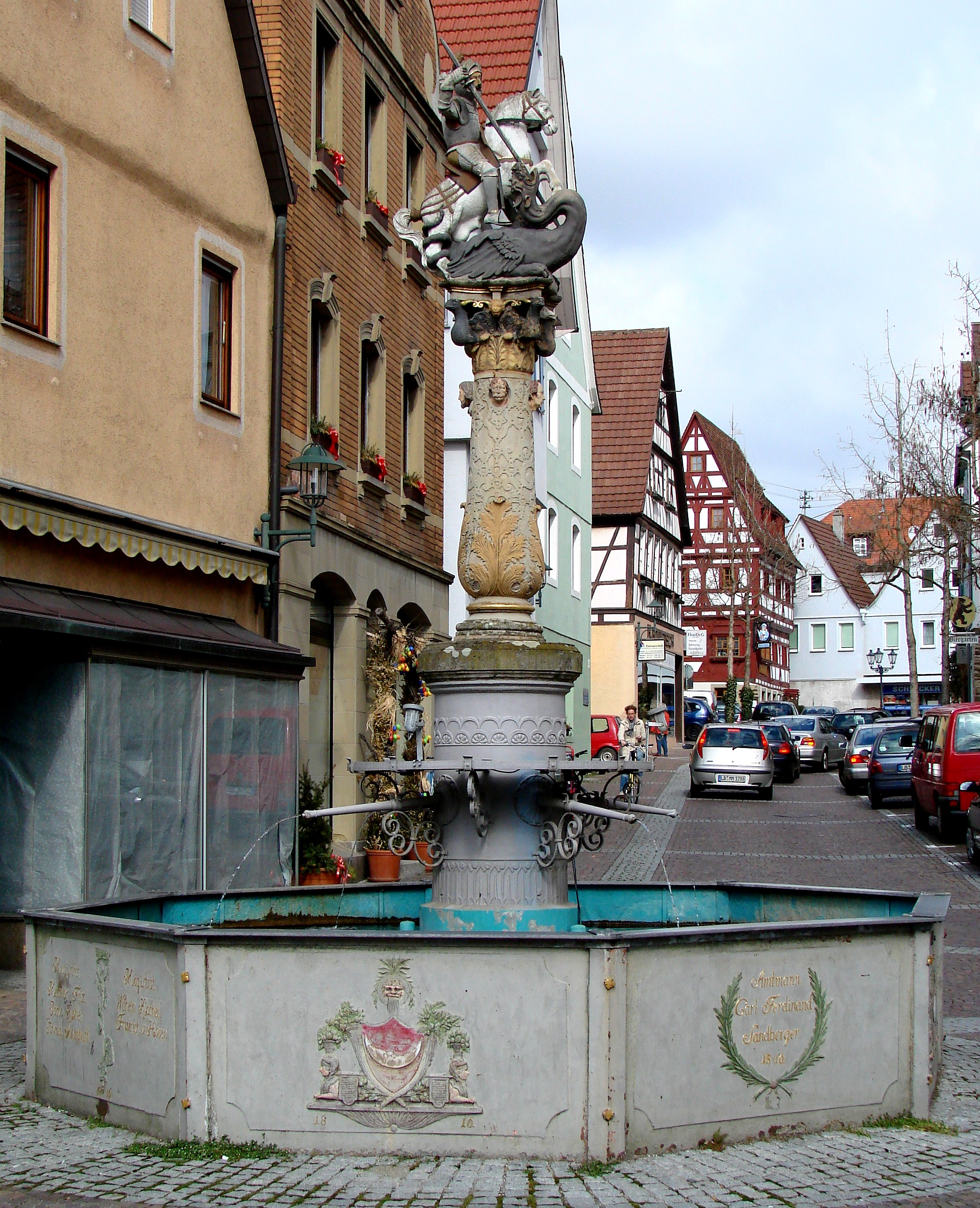
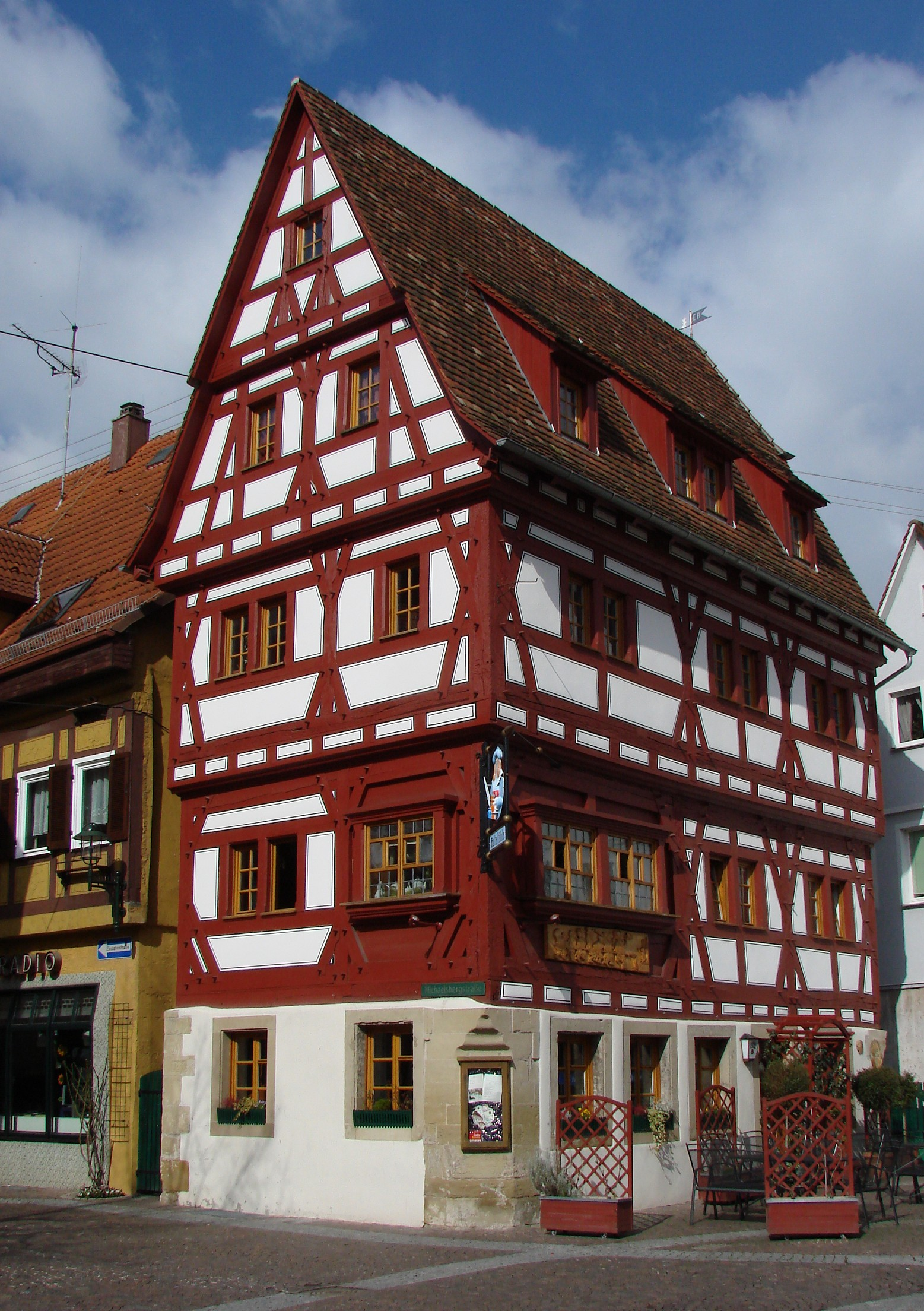
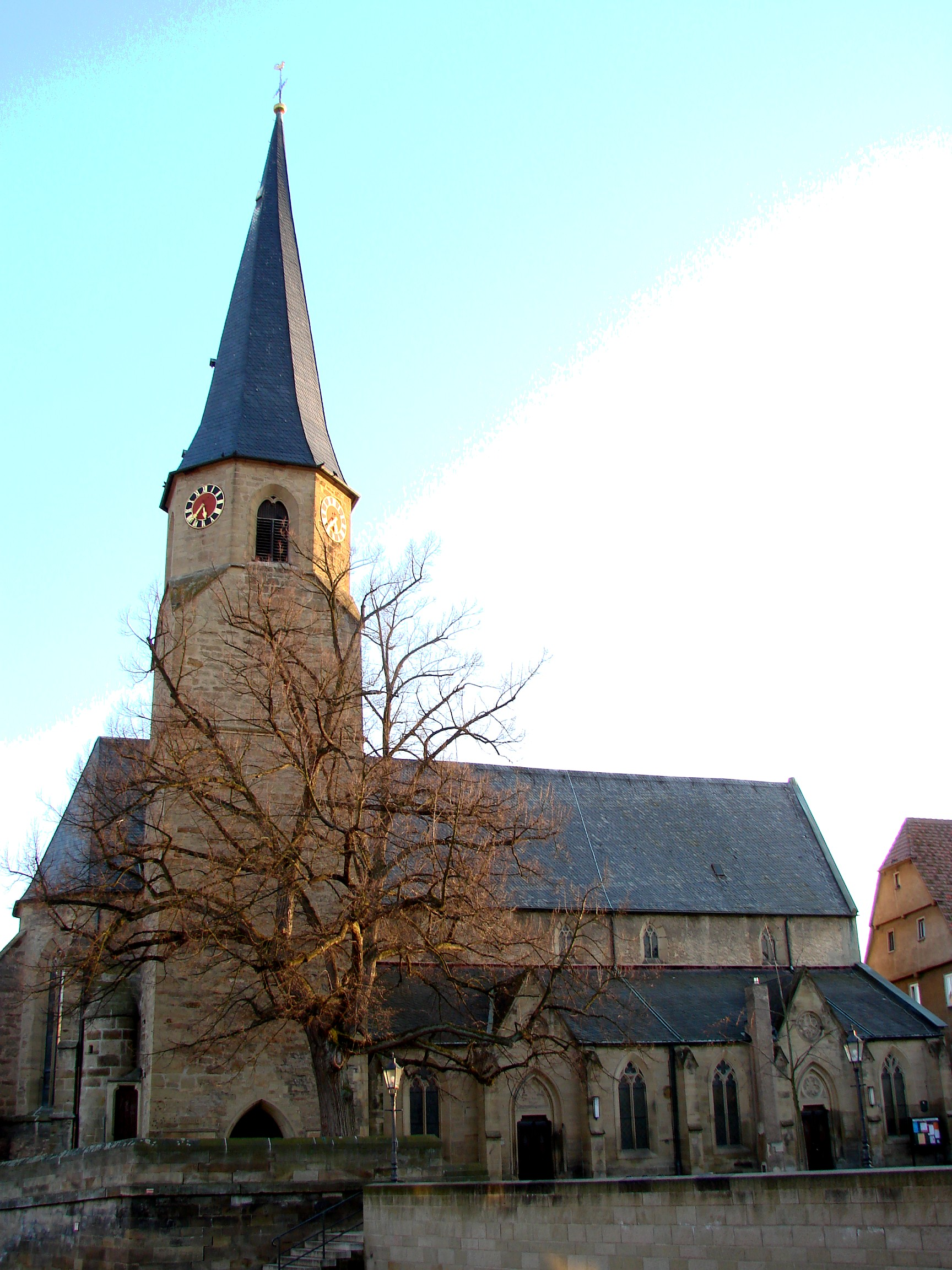
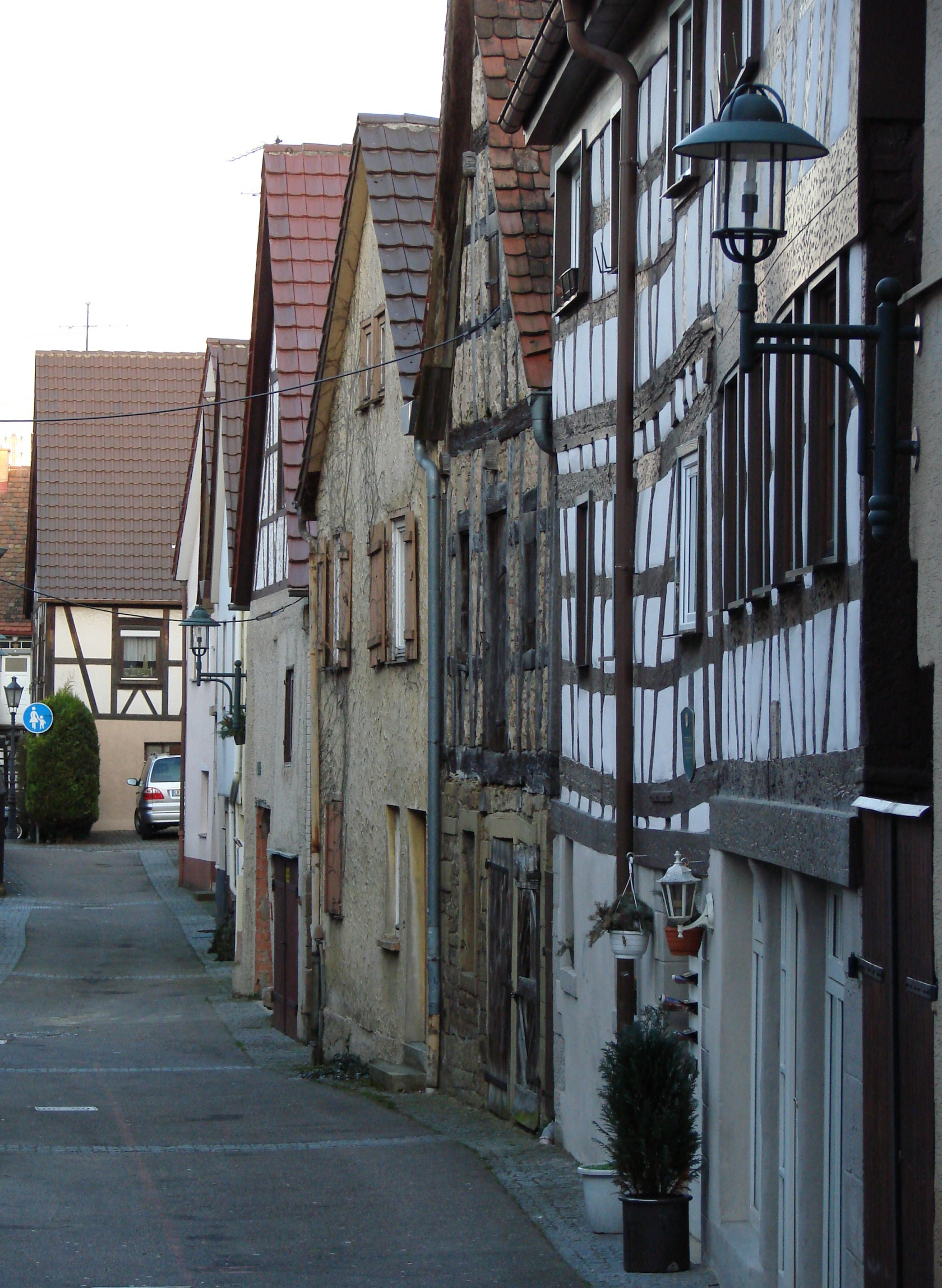